# Distretto rurale di Abingdon
Il distretto rurale di Abingdon era un distretto rurale nella contea amministrativa del Berkshire dal 1894 al 1974.
Fu costituito in base al Local Government Act 1894 basata su quella parte del distretto rurale sanitario di Abingdon, che si trovava nel Berkshire (la parte dell'Oxfordshire che forma il distretto rurale di Culham). Era quasi interamente circondato, ma non includeva, il municipio di Abingdon, e nel nord era vicino a Oxford.
Fu abolito nel 1974 con il Local Government Act 1972 unendo altri distretti per formare la nuova Vale of White Horse, che si trovava nella nuova contea non metropolitana dell'Oxfordshire.

## Parrocchie civili
Il distretto conteneva le seguenti parrocchie civili durante la sua esistenza:
- Abingdon St. Helen Without
- Appleford
- Appleton-with-Eaton
- Bagley Wood (fino al 1900: assorbito da Radley CP)
- Besselsleigh
- Chandlings Farm (fino al 1900: assorbito da Radley CP)
- Cumnor
- Draycot Moor (fino al 1971: divenne parte di Kingston Bagpuize con Southmoor CP)
- Drayton
- Frilford
- Fyfield (fino al 1952: fusione con Tubney CP)
- Fyfield e Tubney (dal 1952: fusione di Fyfield, Tubney CPs)
- Garford
- Kennington (dal 1936: formato da parti di South Hinksey e Radley)
- Kingston Bagpuize (fino al 1971: fa parte di Kingston Bagpuize con Southmoor CP)
- Kingston Bagpuize con Southmoor (fino al 1971: fusione di Kingston Bagpuize, Draycot Moor CPs)
- Lyford
- Marcham
- Milton
- North Hinksey
- Radley
- Seacourt (fino al 1900: assorbito da Wytham CP)
- South Hinksey
- Steventon
- Sunningwell
- Sutton Courtenay
- Sutton Wick (fino al 1934: abolito con aree che vanno ad Abingdon MB, Drayton, Sutton Courtenay CPs)
- Tubney (fino al 1952: fusione con Fyfield CP)
- Wootton
- Wytham